# Bruno Binder (Jurist)
Bruno Binder (* 22. Dezember 1948 in Linz) ist ein österreichischer Jurist, Rechtsanwalt und emeritierter Professor für Öffentliches Recht an der Universität Linz.

## Leben
Bruno Binder maturierte am Akademischen Gymnasium Linz und studierte danach von 1968 bis 1972 Rechtswissenschaften an der Universität Linz, wo er zum Dr. iur. promovierte. Er war anschließend Richteramtsanwärter in Wien und Rechtsanwaltsanwärter in Linz und Universitätsassistent in Linz. 1978 habilitierte er an der Universität Linz und war dort von 1985 bis zu seiner Emeritierung 2017 Professor für Öffentliches Recht. Er war Leiter des Instituts für Öffentliches Wirtschaftsrecht und Vizerektor für Lehre. Binder entwickelte und organisierte maßgeblich das Multimediastudium der Rechtswissenschaften und die Cyber-Lehre an der JKU.
2015 war er Verfahrensanwalt des parlamentarischen Untersuchungsausschusses zum Hypo-Skandal.

## Funktionen
- Vorstand des Instituts für Verwaltungsrecht und Verwaltungslehre
- Leiter der Abteilung für Rechtsschutz und Verwaltungskontrolle
- Leiter der Abteilung für Wirtschaftsrecht (Uni Linz)
- Vizerektor für Lehre (Uni Linz)
- Entwickler und Organisator des Multimedia-Diplomstudiums der Rechtswissenschaften (Uni Linz)
- Vorstand des Institut für Fernunterricht in den Rechtswissenschaften
- Entwickler und Organisator der Cyber-Lehre im Öffentlichen Recht (Uni Linz)
- Professor für Öffentliches Recht, insbesondere Verwaltungsrecht, Außenwirtschaftsrecht und internationales Steuerrecht (Europa-Universität Viadrina, Frankfurt/Oder)
- Gastprofessor für Öffentliches Recht und Wirtschaftsrecht an ausländischen Universitäten
- Lehrbeauftragter an der Verwaltungsakademie des Bundes (Wien)
- Lehrbeauftragter an der Fachhochschule Oberösterreich (Linz)
- Rechtsanwalt in Linz

## Arbeits- und Forschungsschwerpunkte
- Öffentliches Wirtschaftsrecht
- Rechtsschutz und Verwaltungskontrolle